# برج فیض‌آباد
برج فیض آباد مربوط به دوره قاجار است و در شهرستان راور، بخش مرکزی، دهستان راور، روستای فیض آباد واقع شده و این اثر در تاریخ ۷ اسفند ۱۳۸۶ با شمارهٔ ثبت ۲۱۵۰۴ به‌عنوان یکی از آثار ملی ایران به ثبت رسیده است.